# Louis Alexandre Cabié

Bord de rivière

Louis Alexandre Cabié (* 25. Mai 1853 in Dol-de-Bretagne, Département Ille-et-Vilaine; † 26. Februar 1939 in Bordeaux) war ein französischer Maler, vorwiegend widmete er sich der Landschaftsmalerei. 

## Leben
Er war Schüler von Henri Harpignies und näherte sich später der École naturaliste de Port-Berteau an, einer Schule der Freilichtmalerei, zu deren Mitgliedern zeitweilig auch Gustave Courbet und Jean-Baptiste Camille Corot zählten. Ab 1887 war er mehrfach im Salon des Artistes Français vertreten. Die Anerkennung, die er erfuhr, spiegelt sich in der Ernennung zum Ritter der Ehrenlegion. Große Teile seines Lebens verbrachte er im Bordelais. In Bordeaux ist eine Straße nach ihm benannt, und er ist dort begraben. Zu seinen Schülern gehört Francois Max Bugnicourt. 
Sein Stil der Landschaftswiedergabe entwickelte sich von spätromantischen Formen hin zu einer postimpressionistischen Gestaltungsweise, die für seine späten Schaffensjahre charakteristisch ist.

## Werk
Werke Cabiés finden sich vor allem im Musée des beaux-arts von Bordeaux, sind aber auch in den Kunstmuseen von Angers, Chambéry, Alençon und anderen französischen Städten vertreten.